# Sam Williams (giocatore di football americano 1999)
Samuel Degarrick Williams (Mobile, 31 marzo 1999) è un giocatore di football americano statunitense che milita nel ruolo di defensive end per i Dallas Cowboys della National Football League (NFL).

## Carriera

### Dallas Cowboys
Al college Williams giocò a football al Northeast Mississippi Community College (2017-2018) e a Ole Miss (2019-2021). Fu scelto nel corso del secondo giro (56º assoluto) del Draft NFL 2022 dai Dallas Cowboys. Debuttò come professionista nella sconfitta della settimana 1 per 19-3 contro i Tampa Bay Buccaneers. Nella settimana 7 mise a segno i suoi primi due sack, di cui uno che forzò un fumble, nella vittoria sui Detroit Lions. La sua stagione da rookie si chiuse con 22 tackle e 4 sack in 15 presenze, nessuna delle quali come titolare.
Nell'ottavo turno della stagione 2023 Williams bloccò un punt che diede luogo a una safety nella vittoria sui Los Angeles Rams.